# Nekrolog 1827
Nekrolog
◄◄
| ◄
| 1823
| 1824
| 1825
| 1826
| 1827 | 1828 | 1829 | 1830 | 1831 | ► | ►►
Weitere Ereignisse | Allgemeiner Nekrolog 1827
Die Beschreibung der verstorbenen Person sollte so kurz wie möglich gehalten sein und nur deren signifikante Tätigkeit(en) enthalten.
Neue Namen ggf. auch unter dem Geburts- und Sterbedatum, also etwa unter 1. Januar und im Geburts- und Sterbejahr (2024) eintragen (nur bei entsprechender großer Wichtigkeit). Für Beispiele siehe die schon vorhandenen Artikel.
Außerdem über die fünf zuletzt Verstorbenen, zu denen es einen ausreichend guten Artikel für eine Präsentation auf der Hauptseite gibt, nach der todesbedingten Überarbeitung der Artikel ggf. auch unter Wikipedia Diskussion:Hauptseite informieren und sie am besten auch in den anderen Wikipedia-Sprachversionen eintragen. Tipp: Regelmäßig bei news.google.de nach „ist tot“, „gestorben“ oder „verstorben“ suchen.
Wenn eine Person gestorben ist, gibt es viele Seiten zu dieser Person in der Wikipedia, die davon auch betroffen sind und entsprechend aktualisiert werden müssen. Beispiele: Namenübersichtsseite, Geburtsjahr, Geburtsort-Seiten und viele mehr.
Wie finde ich die betroffenen Seiten?
Im Suchfeld auf der linken Seite gibt man den Suchbegriff so ein: „Vorname Nachname“. Dann klickt man auf Volltext und alle Seiten mit entsprechendem Suchtext werden aufgerufen. Hier sieht man dann schnell, wo auch das Todesjahr Sinn macht oder sogar ein Teil des Artikels angepasst werden muss. Auch hilft das „Werkzeug“ auf der linken Seite sehr gut, um solche Seiten aufzufinden: „Links auf diese Seite“. Somit ist die Wikipedia wieder aktuell in allen Bereichen! Hinweis: bei Eintragung der Kategorie „Gestorben JAHR“ wird der Missbrauchsfilter 49 ausgelöst, was jedoch nicht schlimm ist. Siehe: Spezial:Missbrauchsfilter/49
Dies ist eine Liste von im Jahr 1827 verstorbenen bekannten Persönlichkeiten. Die Einträge erfolgen innerhalb der einzelnen Daten alphabetisch sortiert. Tiere sind im Nekrolog für Tiere zu finden.

## Januar
| Tag        | Name                                               | Beruf, bekannt als                                                              | Alter | Beleg |
| ---------- | -------------------------------------------------- | ------------------------------------------------------------------------------- | ----- | ----- |
| 1. Januar  | Johann Lederwasch                                  | österreichischer Maler                                                          | 71    |       |
| 1. Januar  | Maximilian von Paumgartten                         | österreichischer Feldmarschalleutnant                                           |       |       |
| 1. Januar  | Johann Heinrich Suhrlandt                          | deutscher Hofmaler der mecklenburgischen Herzöge                                | 84    |       |
| 4. Januar  | Jakob Peregrin Paulitsch                           | Bischof von Gurk (1824–1827)                                                    | 69    |       |
| 5. Januar  | Frederick Augustus, Duke of York and Albany        | britischer Feldmarschall, Fürstbischof von Osnabrück                            | 63    |       |
| 5. Januar  | Carl Christian Meinhold                            | deutscher Hofbuchdrucker                                                        | 86    |       |
| 6. Januar  | John Exshaw                                        | irischer Buchhändler und Politiker                                              |       |       |
| 6. Januar  | Charlotte von Stein                                | Hofdame und enge Freundin von Friedrich Schiller und Johann Wolfgang von Goethe | 84    |       |
| 7. Januar  | Louis Lepic                                        | französischer Divisionsgeneral der Kavallerie                                   | 61    |       |
| 7. Januar  | William Stewart                                    | britischer Offizier und Politiker                                               | 52    |       |
| 8. Januar  | Jakob Ludwig Passavant                             | Pfarrer der reformierten Kirche und Jugendfreund Johann Wolfgang von Goethes    | 75    |       |
| 11. Januar | Anna Vittoria Dolara                               | italienische Ordensschwester und Miniaturmalerin                                |       |       |
| 11. Januar | Pomaré III.                                        | König auf Französisch-Polynesien                                                | 6     |       |
| 12. Januar | Franz Christian Löflund                            | Buchhändler und Verleger                                                        | 71    |       |
| 12. Januar | Asimo Lidoriki                                     | griechische Freiheitskämpferin                                                  |       |       |
| 12. Januar | Hendrik van der Noot                               | belgischer Rechtsanwalt                                                         |       |       |
| 13. Januar | Jean-Denis Lanjuinais                              | französischer Politiker während der Französischen Revolution                    | 73    |       |
| 14. Januar | Thomas Ried                                        | deutscher römisch-katholischer Geistlicher und Historiker                       | 53    |       |
| 16. Januar | Louis François Bégoz                               | Schweizer Politiker und Jurist                                                  | 63    |       |
| 18. Januar | François Fournier-Sarlovèse                        | französischer General                                                           | 53    |       |
| 19. Januar | Ludwig Matthias Nathanael Gottlieb von Brauchitsch | preußischer Generalleutnant und Gouverneur                                      | 69    |       |
| 19. Januar | William H. Murfree                                 | US-amerikanischer Politiker                                                     | 45    |       |
| 19. Januar | Silas Stow                                         | US-amerikanischer Jurist und Politiker                                          | 53    |       |
| 20. Januar | Karl Ludwig Adolf Petersen                         | deutscher Jurist und Politiker                                                  | 80    |       |
| 21. Januar | Samuel Gottlieb Finger                             | deutscher Handelsmann, Schriftsteller und Politiker                             | 49    |       |
| 23. Januar | Domenico Alberto Azuni                             | italienischer Geschichtsforscher und Rechtsgelehrter                            | 77    |       |
| 26. Januar | Jean Dauphin de Chapeaurouge                       | Hamburger Kaufmann und Bürgermeister                                            | 57    |       |
| 27. Januar | Johann Karl Philipp Spener                         | deutscher Verleger und Publizist                                                | 77    |       |
| 28. Januar | Josef Anton Mesmer                                 | deutscher Kirchenmaler in Oberschwaben und der Schweiz                          | 79    |       |
| 29. Januar | Martin Johann Jenisch der Ältere                   | deutscher Kaufmann und Hamburger Senator                                        | 66    |       |
| 29. Januar | Joseph Christian Lillie                            | dänischer Architekt und Innenarchitekt                                          | 66    |       |
| 30. Januar | Johann Philipp Christian Schulz                    | deutscher Komponist und Gewandhauskapellmeister                                 | 53    |       |
| 31. Januar | Johann Georg Michael Wieninger                     | bayerischer Bierbrauer und Unternehmer                                          | 80    |       |
| Januar     | Johann Georg von Browne-Camus                      | 3. Graf Browne of Camas, russischer Oberst und Malteser Ritter                  | 59    |       |
| Januar     | Rafael de Sobremonte                               | Vizekönig des Río de la Plata                                                   | 81    |       |

## Februar
| Tag         | Name                                                      | Beruf, bekannt als                                                                    | Alter | Beleg |
| ----------- | --------------------------------------------------------- | ------------------------------------------------------------------------------------- | ----- | ----- |
| 1. Februar  | Carl von Preysing                                         | bayerischer Beamter                                                                   | 60    |       |
| 2. Februar  | Edward Crouch                                             | US-amerikanischer Politiker                                                           | 62    |       |
| 2. Februar  | Theodor Gotthold Thienemann                               | deutscher lutherischer Theologe                                                       | 72    |       |
| 3. Februar  | Franz Ludwig von Hatzfeldt                                | preußischer General                                                                   | 70    |       |
| 5. Februar  | Johann Wilhelm Langsdorf                                  | deutscher Salinen-Experte                                                             | 81    |       |
| 7. Februar  | Franz Anton Dimmler                                       | deutscher Komponist und klassischer Instrumentalmusiker                               | 73    |       |
| 7. Februar  | Giuseppe Velasco                                          | italienischer Maler                                                                   | 76    |       |
| 11. Februar | José Lidón                                                | spanischer Komponist und Organist                                                     | 78    |       |
| 11. Februar | Giacomo Minutoli                                          | italienischer Architekt                                                               |       |       |
| 11. Februar | Friedrich Schuler von Senden                              | preußischer General der Infanterie                                                    | 73    |       |
| 12. Februar | Friedrich Reinhard Ricklefs                               | deutscher Altphilologe und Gymnasialdirektor                                          | 57    |       |
| 13. Februar | Johann Conrad Blank                                       | österreichischer Abbé, k.k. Rat und Professor der Mathematik                          | 69    |       |
| 13. Februar | Caleb Brewster                                            | US-amerikanischer Spion                                                               | 79    |       |
| 13. Februar | Heinrich Georg Hüffer                                     | Benediktiner und Schriftsteller                                                       | 73    |       |
| 13. Februar | Dietrich Wilhelm Soltau                                   | deutscher Schriftsteller und Übersetzer                                               | 81    |       |
| 15. Februar | Heinrich Kempen von Fichtenstamm                          | österreichischer Offizier                                                             | 83    |       |
| 16. Februar | Melchior Hartmann                                         | deutscher Orientalist, reformierter Theologe und Hochschullehrer                      | 62    |       |
| 17. Februar | Joseph François Malherbe                                  | französischer Chemiker und Historiker                                                 | 93    |       |
| 17. Februar | Johann Heinrich Pestalozzi                                | Schweizer Pädagoge                                                                    | 81    |       |
| 17. Februar | Dominik Alois von Weber                                   | Schweizer Politiker und Offizier                                                      | 82    |       |
| 18. Februar | Antoine Nicolas Duchesne                                  | französischer Botaniker                                                               | 79    |       |
| 18. Februar | Alois Gügler                                              | Schweizer katholischer Theologe                                                       | 44    |       |
| 19. Februar | Armand de Caulaincourt                                    | französischer General und Staatsmann                                                  | 53    |       |
| 20. Februar | Leopold Anton Gölis                                       | österreichischer Mediziner                                                            | 62    |       |
| 20. Februar | Samuel Marx                                               | Rabbi                                                                                 | 51    |       |
| 20. Februar | Karl August von Schaeffer                                 | königlich preußischer Generalmajor und zuletzt Kommandeur des Dragoner-Regiment Nr. 5 | 81    |       |
| 21. Februar | Jean-Baptiste Molette                                     | französischer Brigadegeneral der Infanterie                                           | 68    |       |
| 21. Februar | Zacharias Oppenheimer                                     | deutscher Fabrikant                                                                   | 53    |       |
| 21. Februar | Martin G. Schuneman                                       | US-amerikanischer Jurist und Politiker                                                | 63    |       |
| 22. Februar | Thomas Onslow, 2. Earl of Onslow                          | englischer Adliger und Politiker                                                      | 72    |       |
| 22. Februar | Charles Willson Peale                                     | US-amerikanischer Porträt- und Landschaftsmaler                                       | 85    |       |
| 26. Februar | Cécile Stanislas Xavier de Girardin                       | französischer Politiker                                                               | 65    |       |
| 26. Februar | Bonavita Blank                                            | deutscher Paläontologe und Geistlicher                                                | 86    |       |
| 26. Februar | Jean-Henri Hassenfratz                                    | französischer Mineraloge, Physiker, Chemiker und Politiker                            | 71    |       |
| 27. Februar | Françoise Eléonore Dejean de Manville, Comtesse de Sabran | Salondame                                                                             | 77    |       |
| 28. Februar | Heinrich Christoph von Willich                            | deutscher Pastor und Unternehmer                                                      | 67    |       |
| Februar     | Franz Michael Leuchsenring                                | deutscher Literat                                                                     | 80    |       |

## März
| Tag      | Name                                                           | Beruf, bekannt als                                                                             | Alter | Beleg |
| -------- | -------------------------------------------------------------- | ---------------------------------------------------------------------------------------------- | ----- | ----- |
| 1. März  | Christopher Gore                                               | US-amerikanischer Politiker                                                                    | 68    |       |
| 5. März  | Christoph Heinrich von Blankenstein                            | kaiserlicher Generalmajor                                                                      | 82    |       |
| 5. März  | Karl Gustav von Erichsen                                       | preußischer Generalleutnant, Kommandant der Festung Cosel                                      | 84    |       |
| 5. März  | Pierre-Simon Laplace                                           | französischer Mathematiker und Astronom                                                        | 77    |       |
| 5. März  | Friedrich August Röber                                         | sächsischer Sozialmediziner, Epidemiologe und Weinbaufachmann                                  | 62    |       |
| 5. März  | Alessandro Volta                                               | italienischer Physiker, Begründer der Elektrizitätslehre                                       | 82    |       |
| 6. März  | Johann Georg Riescher                                          | Werk- und Münsterbaumeister                                                                    |       |       |
| 6. März  | Clara Vespermann                                               | deutsche Sängerin (Sopran)                                                                     | 27    |       |
| 9. März  | Franz Xaver Gerl                                               | österreichischer Opernsänger (Bass) und Komponist                                              | 62    |       |
| 9. März  | Gustaf Erik Hasselgren                                         | schwedischer Maler                                                                             | 45    |       |
| 10. März | Hilary Szpilowski                                              | polnischer Architekt                                                                           |       |       |
| 12. März | Richard Bland Lee                                              | US-amerikanischer Politiker                                                                    | 66    |       |
| 14. März | Wilhelm Georg von Schack                                       | preußischer Generalmajor und Gouverneur des Prinzen Wilhelm von Preußen                        | 75    |       |
| 15. März | Jean-Charles Laveaux                                           | französischer Autor, Journalist, Politiker, Lexikograf, Grammatiker, Übersetzer und Historiker | 77    |       |
| 16. März | Charles Henry Hall                                             | britischer anglikanischer Geistlicher und Theologe                                             |       |       |
| 16. März | Johann Christoph Rodbertus                                     | deutscher Rechtswissenschaftler                                                                | 51    |       |
| 17. März | Louis Charrier de La Roche                                     | französischer Bischof                                                                          | 88    |       |
| 18. März | Gideon Fairman                                                 | US-amerikanischer Graveur                                                                      | 52    |       |
| 20. März | Adam Johann Braun                                              | österreichischer Genremaler                                                                    |       |       |
| 26. März | Ludwig van Beethoven                                           | deutscher Komponist                                                                            |       |       |
| 27. März | Betty Gleim                                                    | deutsche Pädagogin, Schulgründerin und Schriftstellerin                                        | 45    |       |
| 27. März | François Alexandre Frédéric, duc de La Rochefoucauld-Liancourt | französischer Politiker, Unternehmer und Sozialreformer                                        | 80    |       |
| 27. März | Giovanni Gherardo de Rossi                                     | italienischer Schriftsteller                                                                   | 73    |       |
| 27. März | Dmitri Wladimirowitsch Wenewitinow                             | russischer Dichter und Philosoph der Romantik                                                  | 21    |       |
| 28. März | Heinrich Gottfried Wilhelm Daniels                             | deutscher Jurist                                                                               | 72    |       |
| 28. März | Friedrich Muhrbeck                                             | deutscher Philosoph                                                                            | 51    |       |
| 31. März | Wilhelm Christhelf Sigmund Mylius                              | deutscher Schriftsteller und Übersetzer                                                        | 73    |       |

## April
| Tag       | Name                                          | Beruf, bekannt als                                                                  | Alter | Beleg |
| --------- | --------------------------------------------- | ----------------------------------------------------------------------------------- | ----- | ----- |
| 2. April  | Ludwig Heinrich von Bojanus                   | deutscher Zoologe                                                                   | 50    |       |
| 3. April  | Ernst Florens Friedrich Chladni               | deutscher Physiker und Astronom                                                     | 70    |       |
| 3. April  | Joseph V.                                     | Patriarch der chaldäisch-katholischen Kirche (Patriarchat von Diyarbakir)           |       |       |
| 4. April  | Pierre Jacotin                                | französischer Kartograf und Ingenieur                                               | 61    |       |
| 4. April  | Samuel Sitgreaves                             | US-amerikanischer Politiker                                                         | 63    |       |
| 5. April  | Johannes Wilhelm Mai                          | deutscher Apotheker und Professor für Pharmazie und Experimentalchemie              | 67    |       |
| 8. April  | Johann Nepomuk von Triva                      | bayerischer General und Kriegsminister                                              | 71    |       |
| 11. April | Johann von Schlütter                          | königlich-hannoverischer Kanzleidirektor in Stade                                   | 77    |       |
| 12. April | Friederike Auguste Sophie von Anhalt-Bernburg | Prinzessin von Anhalt-Bernburg, durch Heirat Fürstin von Anhalt-Zerbst              | 82    |       |
| 12. April | Johann Michael Gries                          | hamburgischer Ratssyndikus, Diplomat und Politiker                                  | 54    |       |
| 13. April | Hugh Clapperton                               | schottischer Afrikaforscher                                                         |       |       |
| 16. April | Johann Ferdinand Feige der Jüngere            | deutscher Bildhauer                                                                 | 60    |       |
| 17. April | Paul Grenier                                  | französischer General                                                               | 59    |       |
| 18. April | Nikolaus Thaddäus von Gönner                  | deutscher Rechtsgelehrter und Staatsmann                                            | 62    |       |
| 19. April | Giuseppe Puppo                                | italienischer Violinist und Komponist der Klassik                                   | 77    |       |
| 20. April | Josefa Beck                                   | deutsche Opernsängerin (Sopran)                                                     |       |       |
| 21. April | Johann Georg Battonn                          | deutscher Historiker und katholischer Priester                                      | 86    |       |
| 21. April | Thomas Rowlandson                             | englischer Maler und Karikaturist                                                   | 69    |       |
| 24. April | Israel Pickens                                | US-amerikanischer Politiker                                                         | 47    |       |
| 25. April | Charlotte von Sachsen-Meiningen               | Prinzessin von Sachsen-Meiningen, durch Heirat Herzogin von Sachsen-Gotha-Altenburg | 75    |       |
| 26. April | János Bihari                                  | ungarischer Komponist und Zigeunerprimás                                            | 62    |       |
| 26. April | Gottlieb Nagel                                | deutscher Befreiungskämpfer, Dichter und Pädagoge                                   | 40    |       |
| 26. April | Johann Wächter                                | österreichischer evangelisch-lutherischer Theologe                                  | 59    |       |
| 27. April | Joaquín Blake y Joyes                         | spanischer General im Befreiungskrieg gegen Napoleon                                | 67    |       |
| 27. April | John Foster                                   | britischer Architekt                                                                |       |       |
| 27. April | Caroline Ludecus                              | deutsche Schriftstellerin                                                           | 71    |       |
| 29. April | Rufus King                                    | US-amerikanischer Jurist, Diplomat und Politiker                                    | 72    |       |
| 30. April | Jean Mauduit de Larive                        | französischer Schauspieler                                                          | 79    |       |
| 30. April | Ulrich Lebrecht von Mandelsloh                | württembergischer Staatsminister                                                    | 67    |       |
| 30. April | Augustin Roguin                               | Schweizer Kaufmann und Reeder                                                       | 59    |       |
| 30. April | William Tilghman                              | US-amerikanischer Jurist und Politiker                                              | 70    |       |

## Mai
| Tag      | Name                               | Beruf, bekannt als                                       | Alter | Beleg |
| -------- | ---------------------------------- | -------------------------------------------------------- | ----- | ----- |
| 1. Mai   | Josef Eisenstecken                 | Tiroler Freiheitskämpfer und k.k. Major                  | 48    |       |
| 3. Mai   | Heinrich Kurt Stever               | deutscher Jurist und Schriftsteller                      | 37    |       |
| 5. Mai   | Friedrich August I.                | Kurfürst und König von Sachsen, Herzog von Warschau      | 76    |       |
| 5. Mai   | Georgios Karaiskakis               | General des griechischen Befreiungskrieges               |       |       |
| 5. April | Johannes Wilhelm Mai               | deutscher Apotheker                                      | 67    |       |
| 6. Mai   | François-Frédéric Lemot            | französischer Bildhauer                                  | 54    |       |
| 7. Mai   | Franz Joseph Märter                | österreichischer Botaniker                               | 73    |       |
| 9. Mai   | Friedrich Wilhelm Berner           | deutscher Kirchenmusiker und Kirchenliedkomponist        | 46    |       |
| 9. Mai   | Burkhard Friedrich Mauchart        | deutscher Schultheiß und Abgeordneter                    | 83    |       |
| 10. Mai  | Regina Hitzelberger                | deutsche Opernsängerin (Sopran)                          | 39    |       |
| 11. Mai  | Pierre Dominique Garnier           | französischer General der Infanterie                     | 70    |       |
| 12. Mai  | Carl Bohn                          | deutscher Buchhändler und Verleger                       | 77    |       |
| 14. Mai  | Louis Ramond de Carbonnières       | französischer Geologe, Politiker und Botaniker           | 72    |       |
| 14. Mai  | Theodor Hagemann                   | deutscher Jurist                                         | 66    |       |
| 14. Mai  | Wilhelm von Kerssenbrock           | deutscher Kommunalpoliktiker                             | 55    |       |
| 18. Mai  | Pedro Barriere                     | mittelamerikanischer Politiker                           |       |       |
| 18. Mai  | Uriel Holmes                       | US-amerikanischer Politiker                              | 62    |       |
| 19. Mai  | Christoph Eusebius Raschig         | sächsischer Mediziner, Generalstabsmedikus und Professor | 61    |       |
| 21. Mai  | William Grainger Blount            | US-amerikanischer Politiker                              |       |       |
| 21. Mai  | Michel-Gabriel Paccard             | Arzt und Erstbesteiger des Mont Blanc                    |       |       |
| 22. Mai  | Patrice de Coninck                 | südniederländischer Jurist und Politiker                 | 56    |       |
| 24. Mai  | Johann Josef Adrians               | Freiburger Oberbürgermeister                             |       |       |
| 23. Mai  | Johann Hermann Steubing            | deutscher Kirchenhistoriker und Topograph                | 77    |       |
| 26. Mai  | Friedrich von Erdmannsdorff        | preußischer Verwaltungsjurist und Regierungspräsident    | 55    |       |
| 26. Mai  | William Phillips junior            | US-amerikanischer Politiker                              | 77    |       |
| 26. Mai  | Heinrich Prescher                  | deutscher Historiker                                     | 77    |       |
| 28. Mai  | William James                      | britischer Marinehistoriker                              |       |       |
| 30. Mai  | Sebastian Carl Christoph Reinhardt | deutscher Landschaftsmaler                               | 88    |       |
| 31. Mai  | Pierre Louis Prieur                | französischer Politiker                                  | 70    |       |

## Juni
| Tag      | Name                              | Beruf, bekannt als                                                                                | Alter | Beleg |
| -------- | --------------------------------- | ------------------------------------------------------------------------------------------------- | ----- | ----- |
| 1. Juni  | Johann Friedrich Kleuker          | evangelischer Gymnasial- und Hochschullehrer                                                      | 77    |       |
| 4. Juni  | Stephan von Breuning              | deutscher Librettist                                                                              | 52    |       |
| 6. Juni  | William Wilson                    | US-amerikanischer Politiker                                                                       | 54    |       |
| 8. Juni  | Egid Joseph Karl von Fahnenberg   | österreichischer Richter am Reichskammergericht                                                   | 77    |       |
| 10. Juni | John Haygarth                     | britischer Mediziner                                                                              |       |       |
| 10. Juni | Francesco Antonio Tadey           | Schweizer Stuckateur                                                                              | 60    |       |
| 11. Juni | August Zarnack                    | deutscher Theologe, Pädagoge, Dichter                                                             | 49    |       |
| 13. Juni | Ludwig Philipp Aschoff            | Apotheker                                                                                         | 68    |       |
| 14. Juni | Johann Gottfried Gurlitt          | deutscher Philologe, Pädagoge und Lehrer                                                          | 73    |       |
| 16. Juni | Thaddäus Anton Dereser            | deutscher Theologe, Professor für Gräzistik, Hermeneutik, Exegese, Pastoraltheologie und Dogmatik | 70    |       |
| 18. Juni | Giuseppe Avanzini                 | italienischer römisch-katholischer Geistlicher, Mathematiker und Physiker                         | 73    |       |
| 19. Juni | Johann Martin Lochmann            | Landtagsabgeordneter Großherzogtum Hessen                                                         | 59    |       |
| 20. Juni | Karl Philipp Conz                 | deutscher Dichter, Schriftsteller und Professor für klassische Literatur                          | 64    |       |
| 20. Juni | Thomas Worthington                | US-amerikanischer Politiker                                                                       | 53    |       |
| 21. Juni | Friedrich Wilhelm Compe           | deutsch-dänischer Amtmann                                                                         | 75    |       |
| 21. Juni | José Joaquín Fernández de Lizardi | mexikanischer Schriftsteller                                                                      | 50    |       |
| 22. Juni | Fidel André                       | Freiburger Oberbürgermeister                                                                      |       |       |
| 24. Juni | Friedrich Ludwig von Vernezobre   | preußischer Landrat                                                                               | 50    |       |
| 25. Juni | Johann Gottfried Eichhorn         | Orientalist                                                                                       | 74    |       |
| 25. Juni | James Machir                      | US-amerikanischer Politiker                                                                       |       |       |
| 26. Juni | Samuel Crompton                   | britischer Erfinder                                                                               | 73    |       |
| 26. Juni | Julien-Désiré Schmaltz            | Gouverneur des Senegal                                                                            | 56    |       |
| 26. Juni | Christian August Vulpius          | deutscher Schriftsteller                                                                          | 65    |       |
| 27. Juni | Johann Christoph von Zabuesnig    | deutscher Schriftsteller und Bürgermeister der Stadt Augsburg (1813–1818)                         | 79    |       |
| 30. Juni | Johann von Sievers                | russischer General                                                                                | 48    |       |

## Juli
| Tag      | Name                               | Beruf, bekannt als                                                          | Alter | Beleg |
| -------- | ---------------------------------- | --------------------------------------------------------------------------- | ----- | ----- |
| 2. Juli  | William Burleigh                   | US-amerikanischer Politiker                                                 | 41    |       |
| 2. Juli  | Johann Christoph Stierlein         | deutscher Kartograph                                                        | 68    |       |
| 4. Juli  | Frédéric Dupetit-Méré              | französischer Dramatiker                                                    | 41    |       |
| 4. Juli  | Karl Klemens von Gruben            | Weihbischof in Köln und Bischof von Hildesheim                              | 62    |       |
| 6. Juli  | Peter Jordan                       | österreichischer Agrarwissenschaftler                                       | 76    |       |
| 6. Juli  | Carl Ludwig Thierry                | Hamburger Kaufmann und Gutsherr der holsteinischen Güter Jersbek und Stegen | 60    |       |
| 7. Juli  | D’Arcy Wentworth                   | Pionier Australiens, Mediziner, Landbesitzer                                | 65    |       |
| 8. Juli  | Francisco de Paula Martí Mora      | spanischer Graveur und Schriftsteller                                       | 66    |       |
| 8. Juli  | Robert Surcouf                     | französischer Marineoffizier und Korsar                                     | 53    |       |
| 9. Juli  | Josef Malinský                     | tschechischer Bildhauer und Schnitzer                                       | 75    |       |
| 11. Juli | Stephan Hawich                     | deutscher Maler und Zeichenlehrer                                           | 74    |       |
| 11. Juli | Johann Jakob Ihlée                 | deutscher Schriftsteller, Theaterleiter und Librettist                      | 64    |       |
| 14. Juli | Augustin Jean Fresnel              | französischer Physiker und Ingenieur                                        | 39    |       |
| 14. Juli | Camillo Pacetti                    | italienischer Bildhauer                                                     | 69    |       |
| 15. Juli | Karl Alexander von Thurn und Taxis | 5. Fürst von Thurn und Taxis, Postorganisator                               | 57    |       |
| 16. Juli | Augustin de Lestrange              | französischer Trappistenabt, Ordensreformator und Klostergründer            | 73    |       |
| 17. Juli | Ernst August Rumann                | deutscher Jurist und Beamter                                                | 81    |       |
| 20. Juli | Johann Friedrich Salomon Luz       | deutscher Pfarrer, Kirchenrat und Naturwissenschaftler                      | 82    |       |
| 21. Juli | Johannes Jaenicke                  | deutscher Prediger                                                          | 79    |       |
| 22. Juli | Madame Du Titre                    | Berliner Hugenottin                                                         | 79    |       |
| 22. Juli | Ludwig Heinrich von Jakob          | deutscher Staatswissenschaftler, Philosoph, Ökonom und Schriftsteller       | 68    |       |
| 24. Juli | Norbert Hauner                     | deutscher Komponist und Stiftsdekan                                         | 84    |       |
| 25. Juli | Gottfried Christoph Härtel         | deutscher Musikverleger                                                     | 64    |       |
| 25. Juli | Johann Christian Hasche            | evangelisch-lutherischer Theologe, Historiker sowie Autor                   | 83    |       |
| 25. Juli | Alois Primisser                    | österreichischer Numismatiker und Museumsfachmann                           | 31    |       |
| 28. Juli | Samuel H. Woodson                  | US-amerikanischer Politiker                                                 | 49    |       |
| 29. Juli | Johann Martin Usteri               | Schweizer Dichter, Maler und Zeichner                                       | 64    |       |
| 30. Juli | Wilhelm von Rappard                | preußischer Landrat                                                         | 39    |       |

## August
| Tag        | Name                                       | Beruf, bekannt als                                                               | Alter | Beleg |
| ---------- | ------------------------------------------ | -------------------------------------------------------------------------------- | ----- | ----- |
| 2. August  | James Hewitt                               | US-amerikanischer Komponist                                                      | 57    |       |
| 2. August  | Christian Gottlieb Schmidt                 | deutscher evangelischer Pfarrer und Autor                                        | 71    |       |
| 3. August  | Frederick Conrad                           | US-amerikanischer Politiker                                                      |       |       |
| 3. August  | Lorenz Leopold Haschka                     | österreichischer Lyriker                                                         | 77    |       |
| 4. August  | Johann Christoph Hoffbauer                 | deutscher Philosoph                                                              | 61    |       |
| 8. August  | George Canning                             | britischer Politiker der konservativen Partei und Premierminister 1827           | 57    |       |
| 9. August  | Joseph Brulliot                            | deutscher Maler                                                                  |       |       |
| 9. August  | John Elliott                               | US-amerikanischer Politiker                                                      | 53    |       |
| 10. August | Willem Jacob Herreyns                      | flämischer Maler                                                                 | 84    |       |
| 11. August | Abram Combe                                | britischer Frühsozialist                                                         | 42    |       |
| 12. August | William Blake                              | englischer Maler und Dichter                                                     | 69    |       |
| 12. August | Samuel Goodenough                          | britischer Botaniker, Pädagoge und Geistlicher                                   | 84    |       |
| 13. August | Sebastian Heinrich Möller                  | deutscher lutherischer Theologe und Geistlicher                                  | 75    |       |
| 14. August | Geertruida Jacoba Hilverdink               | niederländische Schauspielerin und Sängerin                                      |       |       |
| 14. August | Domenico Millelire                         | piemontesisch-sardischer Marinesoldat                                            |       |       |
| 18. August | Joseph François Durutte                    | Graf und französischer General                                                   | 60    |       |
| 19. August | Bernhard Joseph Ritter Anders von Porodim  | österreichischer Beamter                                                         | 75    |       |
| 19. August | Franz Alexander Pössinger                  | österreichischer Komponist und Arrangeur                                         | 60    |       |
| 21. August | Johann Gottfried Bremser                   | Mediziner und Parasitologe                                                       | 60    |       |
| 21. August | Johann Friedrich August Dörfer             | holsteinischer Pastor, Schuldirektor, Historiker und Geograph                    | 61    |       |
| 21. August | Johann Jacob Paul Moldenhawer              | deutscher Botaniker                                                              | 61    |       |
| 27. August | François Charles d’Avrange d’Haugéranville | französischer General der Kavallerie                                             | 44    |       |
| 27. August | Johann Casimir Häffelin                    | deutscher Diplomat und Kardinal                                                  | 90    |       |
| 27. August | John Rous, 1. Earl of Stradbroke           | britischer Politiker                                                             | 77    |       |
| 28. August | Adam List                                  | ungarischer Beamter, Musiker und Vater des Komponisten und Pianisten Franz Liszt | 50    |       |
| 28. August | Franz Ringhoffer                           | österreichischer Erfinder und Fabrikant                                          | 83    |       |
| 28. August | Ferdinand von Trauttmansdorff              | österreichischer Politiker und Außenminister                                     | 78    |       |
| 29. August | Friedrich Carl Culemann                    | deutscher Verwaltungsjurist und Parlamentarier                                   | 75    |       |
| 29. August | Andreas Christian Wolters                  | deutscher Jurist und Politiker                                                   | 57    |       |
| 30. August | Karl Eule                                  | deutscher Komponist und Musikdirektor                                            |       |       |
| 30. August | Severin von Jaroszynski                    | polnischer Adliger, Hochstapler und Mörder                                       | 37    |       |
| 31. August | Johann Christian Ehrmann                   | deutscher Mediziner, Autor und Satiriker                                         | 78    |       |

## September
| Tag           | Name                                      | Beruf, bekannt als                                                               | Alter | Beleg |
| ------------- | ----------------------------------------- | -------------------------------------------------------------------------------- | ----- | ----- |
| 2. September  | Joseph Allen                              | US-amerikanischer Politiker                                                      | 78    |       |
| 3. September  | Ludovike Simanowiz                        | württembergische Malerin                                                         | 68    |       |
| 4. September  | Heinrich Boie                             | deutscher Zoologe                                                                | 33    |       |
| 4. September  | Friedrich von Bülow                       | deutscher Verwaltungsjurist                                                      | 65    |       |
| 4. September  | Michael Pamer                             | österreichischer Komponist                                                       | 45    |       |
| 6. September  | Alois Franz Peter Glutz von Blotzheim     | Schweizer Komponist und fahrender Sänger                                         | 38    |       |
| 7. September  | Elias Maximilian Henckel von Donnersmarck | preußischer Generalmajor, Chef des Kürassier-Regiments Nr. 1                     | 79    |       |
| 8. September  | Johann Fortschegger                       | österreichischer Holzbildhauer und Maler                                         | 84    |       |
| 10. September | Ugo Foscolo                               | italienischer Dichter                                                            | 49    |       |
| 11. September | Joel Frost                                | US-amerikanischer Politiker                                                      | 62    |       |
| 12. September | Carl von Behr-Negendank                   | deutscher Gutsbesitzer und Politiker                                             | 36    |       |
| 12. September | Karl Josef von Gatterburg                 | österreichischer Adeliger, Militär und Ritter des Militär-Maria-Theresien-Ordens | 52    |       |
| 12. September | Peter Hölzl                               | österreichischer Orgelbauer                                                      | 76    |       |
| 17. September | Matthew Talbot                            | US-amerikanischer Politiker                                                      |       |       |
| 18. September | Gustav von Kessel                         | preußischer Generalleutnant                                                      | 66    |       |
| 19. September | Morten Thrane Brünnich                    | dänischer Zoologe und Mineraloge                                                 | 89    |       |
| 20. September | William Singleton Young                   | US-amerikanischer Politiker                                                      | 37    |       |
| 21. September | Friedrich Wilhelm Ziegler                 | deutscher Schauspieler und Dramatiker                                            |       |       |
| 23. September | Franz Xaver Gegenbauer                    | österreichischer Lehrer und Komponist                                            | 63    |       |
| 23. September | Freeman Walker                            | US-amerikanischer Politiker                                                      | 46    |       |
| 25. September | Jacob von der Lippe Parelius              | norwegischer Pfarrer und Naturwissenschaftler                                    | 83    |       |
| 25. September | Giacomo Pes di Villamarina                | piemontesischer General und Vizekönig                                            | 77    |       |
| 27. September | Johann Ernst von Alvensleben              | deutscher Staatsmann                                                             | 69    |       |

## Oktober
| Tag         | Name                                         | Beruf, bekannt als                                                           | Alter | Beleg |
| ----------- | -------------------------------------------- | ---------------------------------------------------------------------------- | ----- | ----- |
| 1. Oktober  | Wilhelm Müller                               | deutscher Dichter                                                            | 32    |       |
| 3. Oktober  | Franz Michael Vierthaler                     | österreichischer Pädagoge und Schulreformer                                  | 69    |       |
| 4. Oktober  | Karl Friedrich Christian Wilhelm von Sponeck | deutscher Forstmann, Autor und Hochschullehrer                               | 65    |       |
| 9. Oktober  | Maxim Iwanowitsch Newsorow                   | russischer Dichter und Publizist                                             |       |       |
| 11. Oktober | Christian Detlev von Reventlow               | dänischer Staatsmann und Sozialreformer                                      | 79    |       |
| 12. Oktober | Isaac Griffin                                | US-amerikanischer Politiker                                                  | 71    |       |
| 12. Oktober | John Eager Howard                            | US-amerikanischer Politiker                                                  | 75    |       |
| 14. Oktober | Thomas von Brady                             | k. k. Feldzeugmeister                                                        |       |       |
| 14. Oktober | Frederick North, 5. Earl of Guilford         | britischer Politiker, Akademiker und Philhellene                             | 61    |       |
| 15. Oktober | Veith Ehrenstamm                             | jüdischer Unternehmer                                                        |       |       |
| 15. Oktober | Carl von Greth                               | Festungskommandant in Temeswar, Inhaber des k.k. Infanterie-Regiments Nr. 23 | 72    |       |
| 16. Oktober | Friedrich Joseph Cleynmann                   | deutscher Kaufmann und Politiker in Frankfurt                                | 63    |       |
| 16. Oktober | Daniel Pope Cook                             | US-amerikanischer Politiker                                                  |       |       |
| 17. Oktober | Johann Georg Engelhard                       | Präsident der Ständeversammlung des Großherzogtums Frankfurt                 | 80    |       |
| 17. Oktober | Jonas de Gélieu                              | Schweizer Pfarrer und Bienenzüchter                                          | 87    |       |
| 18. Oktober | Heinrich Alken                               | Bildhauer und Maler                                                          | 74    |       |
| 18. Oktober | Johann Conrad Gütle                          | deutscher Instrumentenbauer                                                  | 80    |       |
| 19. Oktober | Carl Friedrich Ernst Aschenborn              | preußischer Jurist                                                           | 57    |       |
| 19. Oktober | Wenzel Rurbach                               | österreichischer Porträtmaler                                                |       |       |
| 22. Oktober | Georg Friedrich Grüneberg                    | deutscher Orgelbauer                                                         | 74    |       |
| 22. Oktober | Georg Ernst Kletten                          | deutscher Mediziner                                                          | 68    |       |
| 23. Oktober | Johann Friedrich Deinhard                    | deutscher Unternehmer und Gründer der Sektkellerei Deinhard                  | 55    |       |
| 23. Oktober | Samuel Shaw                                  | US-amerikanischer Politiker                                                  | 58    |       |
| 24. Oktober | Thomas R. Gold                               | US-amerikanischer Jurist und Politiker                                       | 62    |       |
| 24. Oktober | Henry S. Thibodaux                           | US-amerikanischer Politiker                                                  |       |       |
| 27. Oktober | Melchior Ignaz Stenglein                     | deutscher Theologe                                                           | 81    |       |
| 27. Oktober | José Pascual de Zayas                        | spanischer General im Befreiungskrieg gegen Napoleon                         | 55    |       |
| 30. Oktober | Joseph Arnold von Looz-Corswarem             | Fürst von Rheina-Wolbeck                                                     | 57    |       |
| 30. Oktober | Henry Salt                                   | englischer Künstler, Reisender, Diplomat und Ägyptologe                      | 47    |       |

## November
| Tag          | Name                                       | Beruf, bekannt als                                                                                         | Alter | Beleg |
| ------------ | ------------------------------------------ | --- | ----- | ----- |
| 1. November  | Karl Maximilian Andree                     | deutscher Mediziner und Gynäkologe                                                                         | 46    |       |
| 2. November  | Louis-François Cassas                      | französischer Zeichner und Landschaftsmaler                                                                | 71    |       |
| 3. November  | Robert Abercromby                          | britischer General und Parlamentsabgeordneter; Oberbefehlshaber in Indien; Gouverneur von Edinburgh Castle | 87    |       |
| 4. November  | August Wilhelm Kanne                       | deutscher Architekt und Bauinspektor                                                                       | 43    |       |
| 6. November  | Bartolomeo Campagnoli                      | italienischer Violinist, Komponist und Dirigent der Klassik                                                | 76    |       |
| 6. November  | Wilhelm Lechleitner                        | österreichischer Komponist, Chorregent und Pädagoge                                                        | 48    |       |
| 6. November  | Robert B. Vance                            | US-amerikanischer Politiker                                                                                |       |       |
| 7. November  | Hermann von Hohenzollern-Hechingen         | preußischer Generalmajor                                                                                   | 50    |       |
| 7. November  | Maria Theresia von Österreich              | Erzherzogin von Österreich und Prinzessin von Sachsen                                                      | 60    |       |
| 8. November  | Johann Christian Koppe                     | deutscher Jurist und Universitätsbibliothekar                                                              | 70    |       |
| 9. November  | Henry Wharton Conway                       | US-amerikanischer Politiker                                                                                | 34    |       |
| 11. November | Michael Anton Fuetscher                    | österreichisch-deutscher Maler                                                                             | 53    |       |
| 11. November | Thomas Goulton Hesleden                    | englischer Schiffsmakler                                                                                   | 51    |       |
| 11. November | Franz von Walsegg                          | österreichischer Adliger                                                                                   | 64    |       |
| 13. November | Francesco Calbo Crotta                     | italienischer Politiker, Bürgermeister von Venedig                                                         | 67    |       |
| 13. November | Joaquín de Oreamuno y Muñoz de la Trinidad | zentralamerikanischer Präsident                                                                            |       |       |
| 14. November | Thomas Addis Emmet                         | Irischer und US-amerikanischer Jurist und Politiker                                                        | 63    |       |
| 18. November | Julius Heinrich von Buggenhagen            | preußischer Kriegsminister und Landrat                                                                     | 59    |       |
| 18. November | Wilhelm Hauff                              | deutscher Schriftsteller                                                                                   | 24    |       |
| 19. November | Jean-Nicolas Curély                        | französischer Brigadegeneral der Kavallerie                                                                | 53    |       |
| 19. November | Eduard Hageman                             | niederländischer Rechtswissenschaftler                                                                     | 77    |       |
| 20. November | Carl Friedrich Peters                      | deutscher Musikalien- und Buchhändler sowie Verleger                                                       | 48    |       |
| 20. November | Johann Esaias von Seidel                   | deutscher Drucker, Verleger und Publizist                                                                  | 69    |       |
| 20. November | Alexei Nikolajewitsch Titow                | russischer Komponist                                                                                       | 58    |       |
| 21. November | Georg August Heinrich von Kinckel          | königlich-bayerischer Kämmerer und Generalleutnant                                                         | 86    |       |
| 21. November | Christian von Massenbach                   | preußischer Oberst und Schriftsteller                                                                      | 69    |       |
| 22. November | Christoph von Keller                       | deutscher Politiker                                                                                        | 70    |       |
| 23. November | Johann Samuel Gottlob Flemming             | sächsischer Pfarrer, rettete Kötzschenbroda 1812 vor der Plünderung durch napoleonische Truppen            | 87    |       |
| 25. November | Carl Anton Diederichs                      | deutscher Kommunalbeamter und Parlamentarier                                                               | 65    |       |
| 26. November | José Álvarez Cubero                        | spanischer Bildhauer                                                                                       | 59    |       |
| 26. November | Leopold Kiesling                           | österreichischer Bildhauer des Klassizismus                                                                | 57    |       |
| 26. November | Georg Wilhelm Pfingsten                    | deutscher Taubstummenlehrer                                                                                | 81    |       |
| 28. November | Johann Benjamin Erhard                     | deutscher Philosoph im Zeitalter der Französischen Revolution                                              | 61    |       |
| 28. November | Johann Gottlieb Pistorius                  | württembergischer Klosteroberamtmann und Kameralverwalter, Herr auf Schloss Burleswagen                    | 65    |       |
| 30. November | William Hunter                             | US-amerikanischer Politiker                                                                                | 73    |       |

## Dezember
| Tag          | Name                           | Beruf, bekannt als                                                  | Alter | Beleg |
| ------------ | ------------------------------ | ------------------------------------------------------------------- | ----- | ----- |
| 1. Dezember  | August Friedrich Holtzhausen   | deutscher Ingenieur                                                 | 59    |       |
| 2. Dezember  | Johann Joseph Eichhoff         | Bürgermeister (Bonn), Beamter in französischen Diensten             | 65    |       |
| 2. Dezember  | Josef Sandhaas                 | deutscher Maler                                                     | 43    |       |
| 3. Dezember  | Vince Batthyány                | ungarischer Staatsmann und Topograf                                 | 55    |       |
| 3. Dezember  | Joseph Planta                  | britischer Bibliothekar, Historiker und Romanist Schweizer Herkunft | 83    |       |
| 5. Dezember  | Enrico Acerbi                  | italienischer Mediziner                                             | 42    |       |
| 6. Dezember  | Gabriel Barbou des Courières   | französischer General                                               | 66    |       |
| 6. Dezember  | Gottlieb Ulrich Osiander       | deutscher lutherischer Theologe                                     | 41    |       |
| 7. Dezember  | Victor Keller                  | Benediktiner, Professor                                             | 67    |       |
| 8. Dezember  | Hermann Rentzel                | deutscher evangelischer Geistlicher, Diakon in Hamburg              | 63    |       |
| 10. Dezember | Benjamin Ellicott              | US-amerikanischer Jurist und Politiker                              | 62    |       |
| 11. Dezember | Carl Christoph Cramer          | Steuereinnehmer, Kaffeeimporteur, königlicher Hofrat in Glogau      | 77    |       |
| 13. Dezember | Fabrizio Dionigi Ruffo         | Kardinal der katholischen Kirche                                    | 83    |       |
| 16. Dezember | Conrad Martin Metz             | deutscher Maler und Kupferstecher                                   |       |       |
| 18. Dezember | Christian Alexander Platou     | dänischer Kaufmann                                                  | 48    |       |
| 20. Dezember | Johann Georg Christian Höpfner | deutscher Theologe                                                  | 62    |       |
| 22. Dezember | Joseph Zenger                  | katholischer Geistlicher und Domkapitular in Passau                 | 70    |       |
| 28. Dezember | Barthold Johann von Bassewitz  | Herzoglich sächsisch-gothaischer Kammerherr und Oberforstmeister    | 45    |       |
| 28. Dezember | Robert Woodhouse               | britischer Mathematiker, Professor der Mathematik                   | 54    |       |

## Datum unbekannt
| Tag | Name                            | Beruf, bekannt als                                                                                                   | Alter | Beleg |
| --- | ------------------------------- | --- | ----- | ----- |
|     | Franz Böhm von Blumenheim       | österreichischer Grenadierhauptmann und Major                                                                        |       |       |
|     | Douglas Charles Clavering       | schottischer Kapitän                                                                                                 |       |       |
|     | Matteo Desiderato               | italienischer Maler                                                                                                  |       |       |
|     | Pierre Desvignes                | französischer Komponist und Kirchenmusiker                                                                           |       |       |
|     | Joseph Franz Engel              | österreichischer Architekt                                                                                           |       |       |
|     | Wilhelm Grillo                  | deutscher Unternehmer                                                                                                |       |       |
|     | Anna Christine Henke            | deutsche Theaterschauspielerin                                                                                       |       |       |
|     | James Hook                      | englischer Komponist und Organist                                                                                    |       |       |
|     | Józef Kopeć                     | polnischer General und Tagebuchautor                                                                                 |       |       |
|     | Franz Loebel                    | sächsischer Opernsänger (Sopran, Bass) und Schauspieler                                                              |       |       |
|     | Luis de Onís                    | spanischer Politiker und Diplomat                                                                                    |       |       |
|     | Simcha Bunem von Przysucha      | chassidischer Zaddik in Polen                                                                                        |       |       |
|     | Naftali von Ropschütz           | galizischer Rabbiner                                                                                                 |       |       |
|     | Matthias Schiffer               | österreichischer Maler, Zeichner und Graphiker in der Zeit des Klassizismus                                          |       |       |
|     | Tête Jaune                      | kanadischer Trapper vom Volk der Métis                                                                               |       |       |
|     | Theodor Franz Thiriart          | Kölner Buchdrucker und Verleger                                                                                      |       |       |
|     | Theodor Friedrich Trendelenburg | deutscher Mediziner                                                                                                  |       |       |
|     | Jean Arnold Antoine Tuerlinckx  | belgischer Musikinstrumentenmacher                                                                                   |       |       |
|     | Johann Wilhelm Wernher          | Regierungsrat, Maire, Advokat, Geheimer Staatsrat und Gerichtspräsident, Winzer, Richter des Schinderhannesprozesses |       |       |
|     | Helen Maria Williams            | britische Schriftstellerin                                                                                           |       |       |
|     | Joseph Zängl                    | Stadtbuchdrucker in München                                                                                          |       |       |